# Unione Sportiva Città di Pontedera 2020-2021
Questa voce raccoglie le informazioni riguardanti l'Unione Sportiva Città di Pontedera nelle competizioni ufficiali della stagione 2020-2021.

## Stagione
Nella stagione 2020-2021 il Pontedera disputa il girone A del campionato di Serie C, con 55 punti coglie il sesto posto finale, con diritto a disputare i Play-off. Ma viene subito eliminato perdendo (1-0) a Zanica contro l'AlbinoLeffe. La squadra granata, allenata da Ivan Maraia, nel girone di andata ha raccolto 25 punti, meglio ha fatto con 30 punti ottenuti nel girone di ritorno. Per questa stagione non si è disputata la Coppa Italia di Serie C.

## Divise e sponsor
Lo sponsor tecnico per la stagione 2019-2020 è Erreà mentre gli sponsor ufficiali sono Sèleco, Geu e Corpo Guardie di Città.
| Casa | Trasferta |

## Rosa
| N. |                   | Ruolo | Calciatore               |
| -- | ----------------- | ----- | ------------------------ |
| 1  | Italia (bandiera) | P     | Edoardo Sarri            |
| 2  | Italia (bandiera) | C     | Lorenzo Milani           |
| 3  | Italia (bandiera) | D     | Paolo Ropolo             |
| 4  | Italia (bandiera) | C     | Lorenzo Bardini          |
| 5  | Italia (bandiera) | D     | Giacomo Risaliti         |
| 6  | Italia (bandiera) | D     | Francesco Benassai       |
| 7  | Italia (bandiera) | A     | Christian Tommasini      |
| 7  | Italia (bandiera) | A     | Mauro Semprini           |
| 8  | Italia (bandiera) | C     | Andrea Caponi (capitano) |
| 9  | Italia (bandiera) | A     | Andrea Magrassi          |
| 10 | Italia (bandiera) | C     | Gianluca Barba           |
| 11 | Italia (bandiera) | A     | Alessio Faella           |
| 12 | Italia (bandiera) | P     | Marco Angeletti          |
| 13 | Italia (bandiera) | C     | Giovanni Catanese        |
| 15 | Italia (bandiera) | D     | Lorenzo Bisconti         |

| N. |                   | Ruolo | Calciatore           |
| -- | ----------------- | ----- | -------------------- |
| 16 | Italia (bandiera) | D     | Stefano Parodi       |
| 17 | Italia (bandiera) | C     | Leonardo Stanzani    |
| 18 | Italia (bandiera) | D     | Luca Piana           |
| 19 | Italia (bandiera) | D     | Mattia Pretato       |
| 20 | Italia (bandiera) | C     | Giacomo Benedetti    |
| 21 | Italia (bandiera) | C     | Gabriele Perretta    |
| 23 | Italia (bandiera) | D     | Emanuele Matteucci   |
| 25 | Italia (bandiera) | D     | Francesco Vaccaro    |
| 26 | Italia (bandiera) | D     | Tommaso Orsucci      |
| 27 | Italia (bandiera) | A     | Giovanni Benericetti |
| 28 | Italia (bandiera) | A     | Matteo Tersigni      |
| 30 | Italia (bandiera) | P     | Mattia Di Furia      |
| 34 | Italia (bandiera) | A     | Gianmarco Regoli     |
| 35 | Italia (bandiera) | A     | Elia Giani           |

## Calciomercato

### Sessione estiva(dal 01/09 al 05/10)
| Acquisti | Acquisti             | Acquisti       | Acquisti      |
| R.       | Nome                 | da             | Modalità      |
| -------- | -------------------- | -------------- | ------------- |
| P        | Marco Angeletti      | Spezia         | prestito      |
| P        | Riccardo Raco        | Ponsacco       | fine prestito |
| D        | Giorgio Cavalli      | Sangiovannese  | fine prestito |
| D        | Federico Marseglia   | Tuttocuoio     | fine prestito |
| D        | Emanuele Matteucci   | Empoli         | prestito      |
| D        | Lorenzo Milani       | Empoli         | definitivo    |
| D        | Stefano Parodi       | Roma           | definitivo    |
| D        | Francesco Vaccaro    | Palermo        | svincolato    |
| C        | Gianluca Barba       | Monza          | svincolato    |
| C        | Giacomo Benedetti    | Pianese        | definitivo    |
| C        | Giovanni Catanese    | Pianese        | svincolato    |
| C        | Gabriele Perretta    | Empoli         | definitivo    |
| A        | Riccardo Benedetti   | Tau            | fine prestito |
| A        | Giovanni Benericetti | Tuttocuoio     | fine prestito |
| A        | Diego De Carlo       | Tuttocuoio     | fine prestito |
| A        | Fabio Di Mauro       | Alfonsine      | definitivo    |
| A        | Alessio Faella       | Nola           | svincolato    |
| A        | Andrea Magrassi      | Virtus Entella | prestito      |
| A        | Leonardo Stanzani    | Bologna        | prestito      |

| Cessioni | Cessioni           | Cessioni                 | Cessioni      |
| R.       | Nome               | a                        | Modalità      |
| -------- | ------------------ | ------------------------ | ------------- |
| P        | Alessandro Bianchi |                          | svincolato    |
| P        | Daniele Cardelli   |                          | svincolato    |
| P        | Riccardo Raco      |                          | svincolato    |
| D        | Federico Balloni   | Ghivizzano               | svincolato    |
| D        | Emanuele Cicagna   | Venezia                  | fine prestito |
| D        | Francesco Mezzoni  | Napoli                   | fine prestito |
| D        | Edoardo Pavan      | Verona                   | fine prestito |
| D        | Pietro Visconti    |                          | svincolato    |
| C        | Mariano Bernardini |                          | svincolato    |
| C        | Michele Bruzzo     | Avellino                 | prestito      |
| C        | Giorgio Cavalli    | Pistoiese                | svincolato    |
| C        | Jacopo Giuliani    | Spezia                   | fine prestito |
| C        | Federico Marseglia | Valdinievole Montecatini | definitivo    |
| C        | Emanuele Offidani  | Carpi                    | svincolato    |
| C        | Matteo Salvi       | Atalanta                 | fine prestito |
| C        | Filippo Serena     | Venezia                  | fine prestito |
| A        | Riccardo Benedetti |                          | svincolato    |
| A        | Diego De Carlo     | Lanciano                 | svincolato    |
| A        | Caio de Cenco      | Feralpisalò              | svincolato    |
| A        | Mauro Semprini     | Südtirol                 | prestito      |

### Sessione invernale(dal 04/01 al 01/02)
| Acquisti | Acquisti         | Acquisti | Acquisti      |
| R.       | Nome             | da       | Modalità      |
| -------- | ---------------- | -------- | ------------- |
| C        | Michele Bruzzo   | Avellino | fine prestito |
| A        | Elia Giani       | Pisa     | prestito      |
| A        | Gianmarco Regoli | Foggia   | definitivo    |
| A        | Mauro Semprini   | Südtirol | fine prestito |

| Cessioni | Cessioni            | Cessioni | Cessioni   |
| R.       | Nome                | a        | Modalità   |
| -------- | ------------------- | -------- | ---------- |
| C        | Michele Bruzzo      | Potenza  | prestito   |
| A        | Christian Tommasini | Pisa     | definitivo |

### Operazioni successive alla sessione invernale
| Acquisti | Acquisti | Acquisti | Acquisti |
| R.       | Nome     | da       | Modalità |
| -------- | -------- | -------- | -------- |

| Cessioni | Cessioni       | Cessioni | Cessioni   |
| R.       | Nome           | a        | Modalità   |
| -------- | -------------- | -------- | ---------- |
| A        | Alessio Faella |          | svincolato |

## Risultati

### Serie C - girone A

#### Girone di andata
| Arbitro: | Luciani (Roma) |

|  |           |              |
|  | Marcatori | 67’ Catanese |

| Arbitro: | Madonia (Palermo) |

|                |           |  |
| Magrassi 90+3’ | Marcatori |  |

| Arbitro: | Costanza (Agrigento) |

|                         |           |                   |
| Pasciuti 45’ Murolo 80’ | Marcatori | 70’ (rig.) Caponi |

| Arbitro: | Pascarella (Nocera Inferiore) |

|  |           |            |
|  | Marcatori | 4’ Kabashi |

| Arbitro: | Tremolada (Monza) |

|            |           |                               |
| Zigoni 42’ | Marcatori | 18’ Benassai 84’ G. Benedetti |

| Arbitro: | Virgilio (Trapani) |

|              |           |  |
| Risaliti 43’ | Marcatori |  |

| Arbitro: | Bordin (Bassano del Grappa) |

|                           |           |  |
| Corazza 36’ Arrighini 50’ | Marcatori |  |

| Pontedera 1º novembre 2020, ore 17:30 CET 8ª giornata | Pontedera      | 0 – 0 referto | Grosseto | Stadio Ettore Mannucci (0 spett.)\| Arbitro: \| Villa (Rimini) \| |
| Arbitro:                                              | Villa (Rimini) |               |          |                                                                   |

| Arbitro: | Arace (Lugo) |

|                |           |  |
| Pierozzi 90+4’ | Marcatori |  |

| Arbitro: | Taricone (Perugia) |

|  |           |                     |
|  | Marcatori | 16’ (aut.) Risaliti |

| Arbitro: | Grasso (Ariano Irpino) |

|                             |           |                                |
| Greselin 45+1’ Ferrario 65’ | Marcatori | 17’ Stanzani 21’, 44’ Magrassi |

| Arbitro: | Arena (Torre del Greco) |

|  |           |              |
|  | Marcatori | 26’ L. Galli |

| Livorno 29 novembre 2020, ore 17:30 CET 13ª giornata | Livorno           | 0 – 0 referto | Pontedera | Stadio Armando Picchi (0 spett.)\| Arbitro: \| Cavaliere (Paola) \| |
| Arbitro:                                             | Cavaliere (Paola) |               |           |                                                                     |

| Arbitro: | Scatena (Avezzano) |

|                            |           |                               |
| Magrassi 63’ Tommasini 85’ | Marcatori | 64’ Gabrielloni 66’ Crescenzi |

| Arbitro: | Zucchetti (Foligno) |

|  |           |                     |
|  | Marcatori | 39’ Piana 77’ Barba |

| Arbitro: | Caldera (Como) |

|                        |           |                         |
| Catanese 42’ Piana 86’ | Marcatori | 67’ (rig.) A. Brighenti |

| Arbitro: | Zamagni (Cesena) |

|                    |           |                     |
| Iezzi 38’ Comi 68’ | Marcatori | 8’ Barba 90’ Faella |

| Arbitro: | Vergaro (Bari) |

|              |           |                  |
| Benassai 89’ | Marcatori | 23’, 49’ Manconi |

| Arbitro: | Lovison (Padova) |

|                         |           |  |
| M. Farrara 3’ Longo 86’ | Marcatori |  |

#### Girone di ritorno
| Arbitro: | Rinaldi (Bassano del Grappa) |

|                         |           |         |
| Milani 24’ Magrassi 51’ | Marcatori | 9’ Udoh |

| Arbitro: | De Tommaso (Rieti) |

|  |           |                              |
|  | Marcatori | 10’ Magrassi 51’ M. Semprini |

| Arbitro: | Bitonti (Bologna) |

|              |           |             |
| Magrassi 61’ | Marcatori | 64’ Piscopo |

| Meda 7 febbraio 2021, ore 15:00 CET 23ª giornata | Renate          | 0 – 0 referto | Pontedera | Stadio Città di Meda (0 spett.)\| Arbitro: \| Marotta (Sapri) \| |
| Arbitro:                                         | Marotta (Sapri) |               |           |                                                                  |

| Arbitro: | Arace (Lugo) |

|            |           |  |
| Caponi 69’ | Marcatori |  |

| Lecco 17 febbraio 2021, ore 17:30 CET 25ª giornata | Lecco             | 0 – 0 referto | Pontedera | Stadio Rigamonti-Ceppi (0 spett.)\| Arbitro: \| Baratta (Rossano) \| |
| Arbitro:                                           | Baratta (Rossano) |               |           |                                                                      |

| Pontedera 21 febbraio 2021, ore 15:00 CET 26ª giornata | Pontedera          | 0 – 0 referto | Alessandria | Stadio Ettore Mannucci (0 spett.)\| Arbitro: \| Petrella (Viterbo) \| |
| Arbitro:                                               | Petrella (Viterbo) |               |             |                                                                       |

| Arbitro: | Collu (Cagliari) |

|                                              |           |           |
| Raimo 20’ Moscati 67’ Galligani 90+4’ (rig.) | Marcatori | 77’ Barba |

| Arbitro: | Villa (Rimini) |

|                           |           |  |
| Catanese 45+1’ Milani 46’ | Marcatori |  |

| Arbitro: | Tremolada (Monza) |

|                            |           |                |
| F. Bianchi 36’, 51’ (rig.) | Marcatori | 90+2’ Magrassi |

| Arbitro: | Giordano (Novara) |

|                  |           |  |
| G. Benedetti 24’ | Marcatori |  |

| Arbitro: | Milone (Taurianova) |

|  |           |                                           |
|  | Marcatori | 32’ Stanzani 65’ M. Semprini 78’ Magrassi |

| Arbitro: | Cudini (Fermo) |

|                  |           |            |
| G. Benedetti 25’ | Marcatori | 66’ Parisi |

| Arbitro: | Delrio (Reggio Emilia) |

|                                                                    |           |                        |
| Benassai 9’ (aut.) Rosseti 14’ (rig.) Gabrielloni 64’ M. Gatto 85’ | Marcatori | 27’ (rig.), 70’ Caponi |

| Arbitro: | Taricone (Perugia) |

|                         |           |                               |
| Magrassi 42’ Ropolo 45’ | Marcatori | 32’ Palesi 70’ (rig.) D'Amico |

| Arbitro: | Zucchetti (Foligno) |

|             |           |                   |
| Marqués 16’ | Marcatori | 90+4’ Benericetti |

| Arbitro: | Arena (Torre del Greco) |

|                             |           |                                |
| Bardini 50’ M. Semprini 63’ | Marcatori | 58’ Costantino 86’ Della Morte |

| Arbitro: | Kumara (Verona) |

|                             |           |                            |
| Borghini 62’ Petrungaro 75’ | Marcatori | 86’, 90+1’ (rig.) Magrassi |

| Arbitro: | Leone (Barletta) |

|                                                     |           |          |
| Magrassi 2’, 30’, 36’ Risaliti 12’ Giani 50’ (rig.) | Marcatori | 7’ Kanis |

### Play-off
| Arbitro: | Monaldi (Macerata) |

|               |           |  |
| Manconi 90+3’ | Marcatori |  |

### Coppa Italia
| Arbitro: | Paterna (Teramo) |

|           |           |                          |
| Piana 67’ | Marcatori | 53’ Belloni 90+4’ Cutolo |

## Statistiche

### Statistiche di squadra
| Competizione | Punti | In casa | In casa | In casa | In casa | In casa | In casa | In trasferta | In trasferta | In trasferta | In trasferta | In trasferta | In trasferta | Totale | Totale | Totale | Totale | Totale | Totale | D.R. |
| Competizione | Punti | G       | V       | N       | P       | Gf      | Gs      | G            | V            | N            | P            | Gf           | Gs           | G      | V      | N      | P      | Gf     | Gs     | D.R. |
| ------------ | ----- | ------- | ------- | ------- | ------- | ------- | ------- | ------------ | ------------ | ------------ | ------------ | ------------ | ------------ | ------ | ------ | ------ | ------ | ------ | ------ | ---- |
| Serie C      | 55    | 19      | 8       | 7       | 4       | 24      | 16      | 19           | 6            | 6            | 7            | 23           | 24           | 38     | 14     | 13     | 11     | 47     | 40     | +7   |
| Coppa Italia | -     | 0       | 0       | 0       | 0       | 0       | 0       | 1            | 0            | 0            | 1            | 1            | 2            | 1      | 0      | 0      | 1      | 1      | 2      | -1   |
| Totale       | 55    | 19      | 8       | 7       | 4       | 24      | 16      | 20           | 6            | 6            | 8            | 24           | 26           | 39     | 14     | 13     | 12     | 48     | 42     | +6   |

### Andamento in campionato
| Giornata  | 1 | 2 | 3 | 4 | 5 | 6 | 7 | 8 | 9  | 10 | 11 | 12 | 13 | 14 | 15 | 16 | 17 | 18 | 19 | 20 | 21 | 22 | 23 | 24 | 25 | 26 | 27 | 28 | 29 | 30 | 31 | 32 | 33 | 34 | 35 | 36 | 37 | 38 |
| --------- | - | - | - | - | - | - | - | - | -- | -- | -- | -- | -- | -- | -- | -- | -- | -- | -- | -- | -- | -- | -- | -- | -- | -- | -- | -- | -- | -- | -- | -- | -- | -- | -- | -- | -- | -- |
| Luogo     | T | C | T | C | T | C | T | C | T  | C  | T  | C  | T  | C  | T  | C  | T  | C  | T  | C  | T  | C  | T  | C  | T  | C  | T  | C  | T  | C  | T  | C  | T  | C  | T  | C  | T  | C  |
| Risultato | V | V | P | P | V | V | P | N | P  | P  | V  | P  | N  | N  | V  | V  | N  | P  | P  | V  | V  | N  | N  | V  | N  | N  | P  | V  | P  | V  | V  | N  | P  | N  | N  | N  | N  | V  |
| Posizione | 5 | 3 | 8 | 9 | 7 | 6 | 8 | 8 | 10 | 12 | 8  | 12 | 12 | 12 | 12 | 8  | 8  | 11 | 11 | 10 | 8  | 8  | 9  | 8  | 8  | 8  | 9  | 8  | 8  | 8  | 7  | 7  | 7  | 7  | 8  | 8  | 10 | 8  |

Legenda:

Luogo: C = Casa; T = Trasferta. Risultato: V = Vittoria; N = Pareggio; P = Sconfitta.